# Yvonand
Yvonand je obec v západní (frankofonní) části Švýcarska, v kantonu Vaud, v okrese Jura-Nord vaudois. Žije zde přibližně 3 400 obyvatel.

## Geografie
Yvonand leží v nadmořské výšce 438 m, vzdušnou čarou 8 km severovýchodně od okresního města Yverdon-les-Bains. Obec se nachází na náplavové rovině řeky Mentue, těsně před jejím vtokem do Neuchâtelského jezera, v severní části kantonu Vaud.
Území obce o rozloze 13,4 km² pokrývá část kopcovité krajiny mezi Neuchâtelským jezerem a údolím Broye. Střední část území zabírá široká náplavová rovina řeky Mentue, která se malou deltou vlévá do Neuchâtelského jezera. Břeh jezera v oblasti Yvonand je rovinatý a obklopený pásem rákosin a lesů. Na jihovýchodě zasahuje území obce až k okraji sousední náhorní plošiny u Rovray a Arrissoules a dosahuje nejvyššího bodu v nadmořské výšce 675 m n. m. v La Baume, která se skalnatým okrajem svažuje k Yvonandu. Jižní část obce zahrnuje až 1 km široké údolí Mentue pod jeho zářezem, který je zahlouben do molasových vrstev. Boční potok Ruisseau des Vaux, který přitéká zprava, vytvořil během milionů let silou své eroze rovněž zářezové údolí. Mezi těmito dvěma údolími se nachází les Bois de Montessy a sousední náhorní plošina Niédens. Západní hranice probíhá podél potoka Ruisseau de l’Epena, který pramení na hřebeni Montély. V roce 1997 bylo 10 % rozlohy obce pokryto zastavěnou plochou, 33 % lesy a lesními porosty, 54 % zemědělstvím a necelá 3 % neproduktivní půdou.
Yvonand zahrnuje vesnice a osady Mordagne (436 m n. m.) v aluviální nivě řeky Mentue západně od řeky, Le Moulin (451 m n. m.) při vstupu do údolí Vallon des Vaux, Les Vursys (442 m n. m.) a La Mauguettaz (452 m n. m.) v údolí řeky Vaux, Grande-Moille (522 m n. m.) na severovýchodním svahu Montély, Niédens-Dessous (549 m n. m.) a Niédens-Dessus (565 m n. m.) na náhorní plošině mezi údolími Mentue a Ruisseau des Vaux, jakož i četné jednotlivé farmy. Sousedními obcemi jsou Cheseaux-Noréaz, Villars-Epeney, Cuarny, Cronay, Donneloye, Molondin a Rovray v kantonu Vaud, stejně jako Cheyres-Châbles v kantonu Fribourg.

## Historie

Letecký pohled (1925)

Yvonand má velmi dlouhou tradicí osídlení. Jeskyně v údolí Vallon des Vaux sloužily jako první sídliště již kolem roku 4000 př. n. l. Z tohoto období se dochovaly některé skalní rytiny. V době bronzové byly v zátoce Yvonand založeny kůlové osady. Oblast obce byla osídlena také v keltském a římském období, protože se nacházela na cestě z Eburodunum (Yverdon) do Aventicum (Avenches). Západně od Mentue, poblíž Mordagne, byly vykopány základy římské vily postavené kolem roku 100 našeho letopočtu. Sídliště, jehož součástí byla i svatyně (galorománský chrám), bylo pravděpodobně obydleno až do roku 400.
Vesnice byla poprvé zmíněna v listině z roku 1009 pod názvem Evonant. Později se objevily zápisy Ivonant (1100), ve 12. století de Vonant, Eyvonant (1437) a Yvonant (1453). Místní jméno vzniklo pravděpodobně kombinací germánského osobního jména Evo a keltského slova nant, které označovalo potok nebo údolí.
Od první zmínky o Yvonandu se v obci nacházel kostel, který patřil biskupovi z Lausanne. Od středověku byla obec součástí panství Grandson. Po burgundských válkách přešel Yvonand v roce 1476 opět pod správu panství Grandson, které bylo pod společnou vládou Bernu a Fribourgu. Tvořilo exklávu na jižním břehu jezera a mělo vlastní dvůr. V roce 1531 zde byla zavedena reformace. Po pádu Staré konfederace patřil Yvonand v letech 1798–1803 v období Helvétské republiky ke kantonu Léman, který byl poté po vstupu v platnost Ústavy o zprostředkování sloučen s kantonem Vaud. V roce 1798 byla obec přiřazena k okresu Yverdon.
Do konce roku 1996 byla obec součástí okresu Yverdon, od roku 1997 se stala částí nového okresu Jura-Nord vaudois.

## Obyvatelstvo
| Rok            | 1850 | 1880 | 1900 | 1910 | 1930 | 1950 | 1960 | 1970 | 1980 | 1990 | 2000 |
| Počet obyvatel | 861  | 925  | 1187 | 1180 | 1090 | 1295 | 1290 | 1321 | 1328 | 1913 | 2278 |

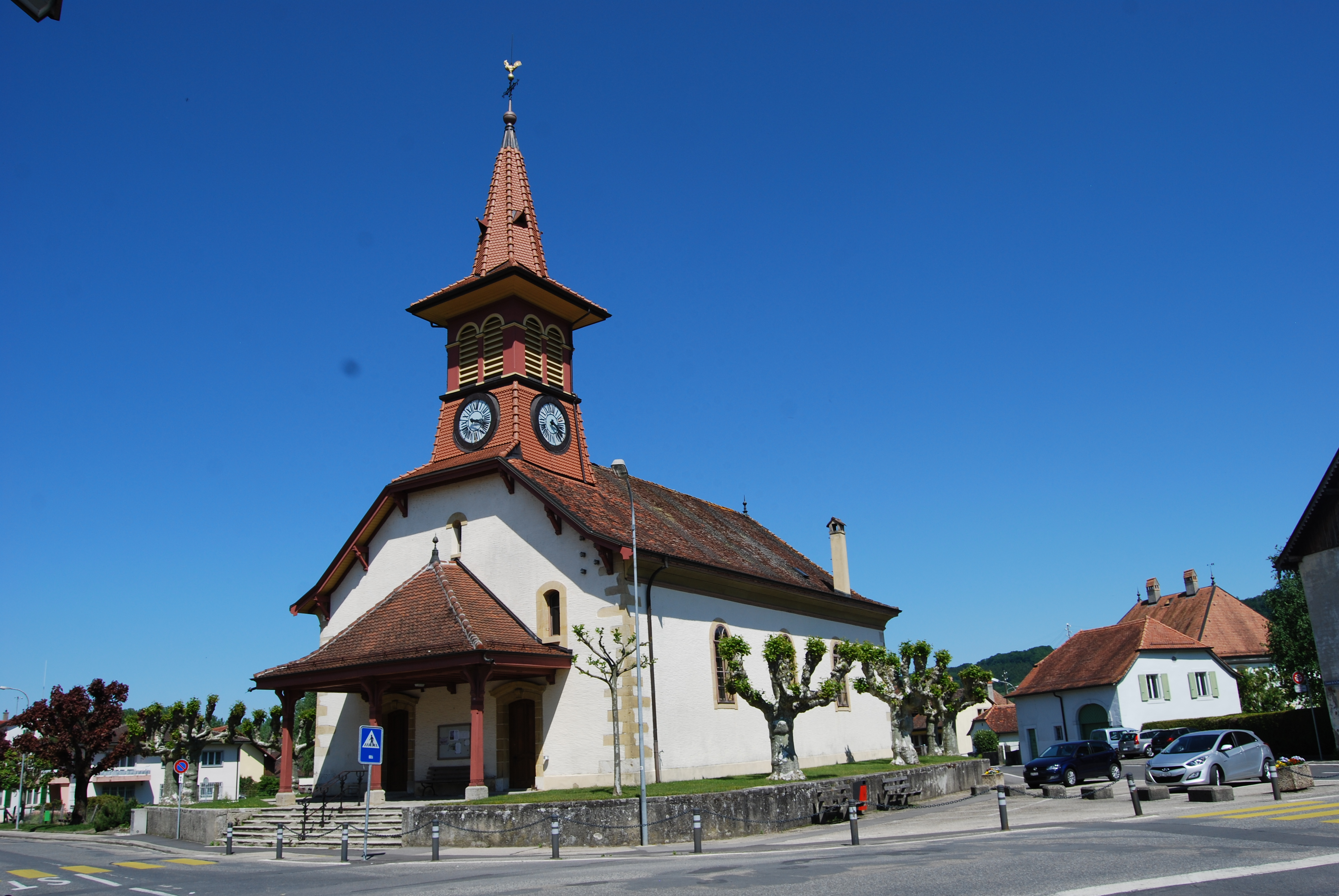
Kostel

V roce 2000 hovořilo 91,9 % obyvatel obce francouzsky. Ke švýcarské reformované církvi se ve stejném roce hlásilo 55,8 % obyvatel, k církvi římskokatolické 22,3 % obyvatel.

## Hospodářství
Až do konce 19. století byl Yvonand vesnicí, která se vyznačovala především zemědělstvím. Existoval zde také drobný průmysl, například mlýny, cihelny a pily. Se zlepšením dopravního spojení po otevření železniční trati a výstavbě silnice na břehu jezera se v Yvonandu usadily i větší podniky. Patřila k nim cihelna Dutoit-Morandi, která fungovala v letech 1880–1979, a společnost, která se zabývala kovovými konstrukcemi (1975–1997).
V současné době hraje zemědělství, ovocnářství a chov dobytka ve struktuře zaměstnanosti obyvatelstva jen malou roli. Praktikuje se také lov ryb. Vedle drobných místních podniků hraje významnou roli továrna na kabely, potravinářský průmysl, strojírenské dílny a podniky informačních technologií.
V Yvonandu se nachází také zemědělské středisko a několik rekreačních zařízení (sportoviště, přístav a kempy). Díky přístavu pro lodě a krásné pláži na jižním břehu Neuchâtelského jezera v Grande Cariçaie má zde také význam turistický ruch. V posledních desetiletích se Yvonand rozvinul v rezidenční obec. V důsledku toho odsud dojíždí mnoho pracujících, kteří pracují převážně v okresním městě.

## Doprava

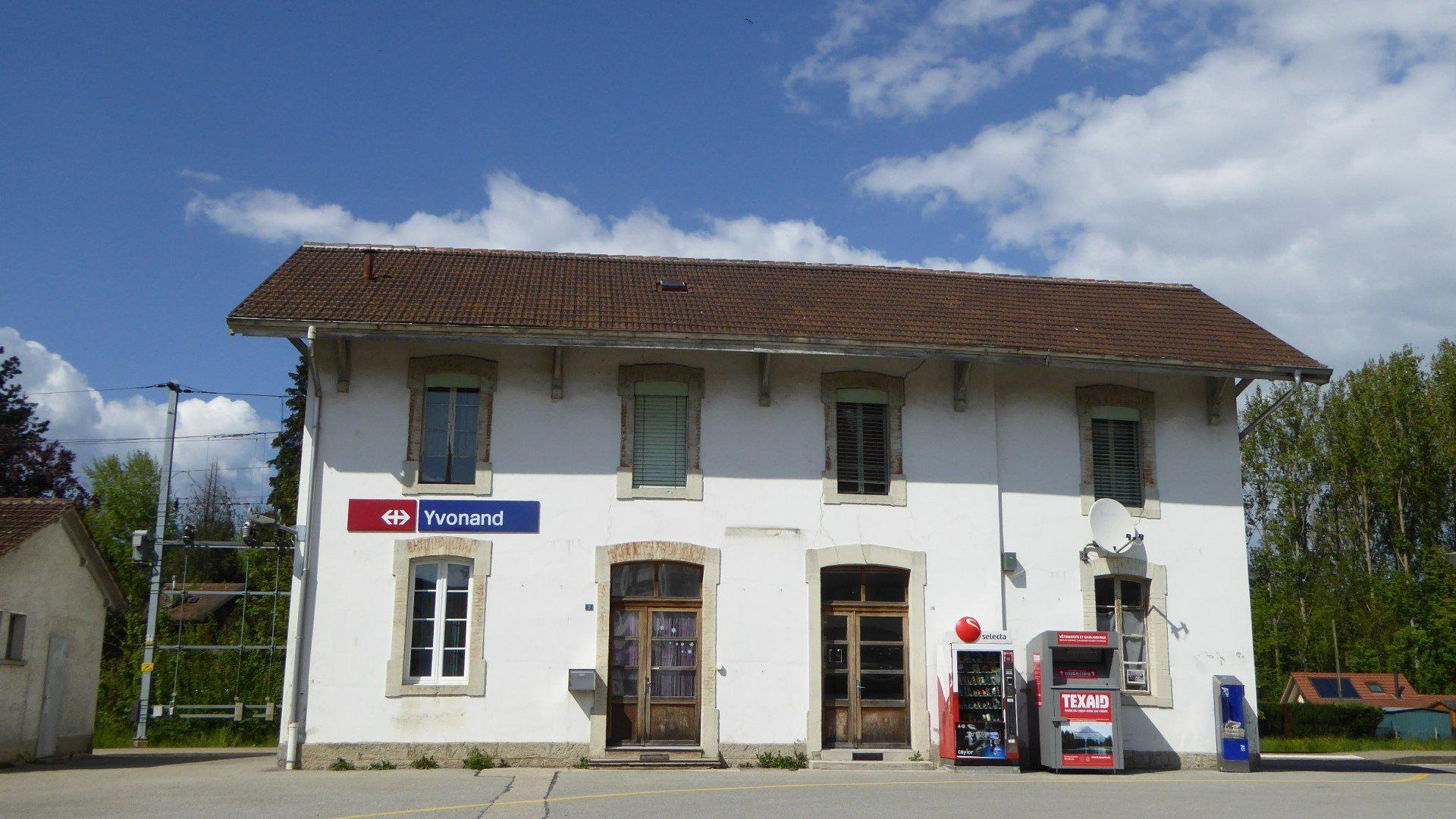
Železniční stanice

Obec má dobré dopravní spojení. Nachází se na hlavní silnici z Yverdonu do Estavayer-le-Lac. Od roku 2001 je průjezdní doprava vedena po nově otevřeném úseku dálnice A1 (Lausanne–Bern) z Yverdonu do Payerne. Tato dálnice vede po výšinách jižně od Yvonandu, a proto musela být hluboká údolí Mentue a Ruisseau des Vaux překlenuta dvěma impozantními viadukty, z nichž každý je vysoký přes 100 m (Pont sur la Mentue a Viaduc des Vaux). Nejbližší dálniční křižovatky jsou Yverdon-Ouest (10 km) a Estavayer-le-Lac (14 km).
Dne 1. února 1877 byla zprovozněna železniční trať Yverdon–Payerne se stanicí v Yvonandu. Doplňkové spoje veřejné dopravy zajišťuje autobusová linka, která po okružní trase obsluhuje obce v okolí.